# Stazione di Kleine Scheidegg
La stazione di Kleine Scheidegg è una stazione ferroviaria ubicata a Lauterbrunnen, nei pressi del passo di Kleine Scheidegg, lungo la ferrovia Wengernalpbahn e capolinea della ferrovia della Jungfrau.

## Storia
La stazione venne inaugurata il 10 agosto 1982 come prolungamento della ferrovia proveniente da Lauterbrunnen; il 20 giugno 1893 divenne passante contestualmente al prolungamento della ferrovia verso Grindelwald. Nel 1898 divenne capolinea della ferrovia della Jungfrau, con l'apertura del primo tratto per la stazione di Eigergletscher.

## Struttura e impianti
La stazione dispone di un fabbricato viaggiatori a servizio di entrambe le ferrovie e ospita i servizi per i viaggiatori, mentre il piano binari è composto da circa una decina di binari sia utilizzati per il servizio viaggiatori che merci; le due ferrovie non sono in alcun modo collegate tra loro a causa del diverso scartamento dei binari.

## Movimento
Tutti i treni hanno come capolinea la stazione di Kleine Scheidegg e hanno una cadenza di ogni mezz'ora per le destinazioni di Jungfraujoch, Lauterbrunnen e Grindelwald: queste ultime due stazioni, nonostante facciano parte della stessa ferrovia, non vengono unite da nessun collegamento diretto, in quanto, per l'elevata pendenza della ferrovia si preferisce avere la motrice sempre alla coda del treno; proprio per permettere l’inversione dei convogli, poco fuori la stazione, in direzione Lauterbrunnen, è presente un'asta di manovra, parzialmente in galleria.

## Servizi
- Bar
- Biglietteria a sportello
- Biglietteria automatica
- Sala d'attesa
- Servizi igienici